# Cédric Roussel
Cédric Roussel (6. ledna 1978 Mons – 24. června 2023) byl belgický fotbalista, útočník.

## Fotbalová kariéra
Začínal belgickém druholigovém týmu RAA Louviéroise. V belgické lize hrál 2 sezóny za KAA Gent, odkud přestoupil do anglického ligového týmu Coventry City FC. Po necelých dvou sezónách přestoupil do anglického druholigového týmu Wolverhampton Wanderers FC, odkud se vrátil do Belgie do RAEC Mons a KRC Genk. Následovalo kratší působení v ruském týmu FK Rubin Kazaň a po něm návrat do belgické ligy do týmu Standard Lutych a SV Zulte-Waregem. Dále nastoupil ve třech zápasech italské Serie B za Brescia Calcio. Po návratu do Belgie hrál za RAEC Mons, se kterým sestoupil z ligy. Kariéru končil v nizozemské nižší soutěži v týmu HSV Hoek. V Poháru UEFA nastoupil ve 3 utkáních a dal 1 gól. Za reprezentaci Belgie nastoupil v roce 2003 ve 2 utkáních. 

## Ligová bilance
| Ročník                       | Zápasy | Góly | Klub                       |
| ---------------------------- | ------ | ---- | -------------------------- |
| 2. belgická liga 1994/1995   | 10     | 5    | RAA Louviéroise            |
| 2. belgická liga 1995/1996   | 32     | 8    | RAA Louviéroise            |
| 2. belgická liga 1996/1997   | 33     | 18   | RAA Louviéroise            |
| 2. belgická liga 1997/1998   | 32     | 18   | RAA Louviéroise            |
| Jupiler Pro League 1998/1999 | 31     | 8    | KAA Gent                   |
| Jupiler Pro League 1999/2000 | 1      | 0    | KAA Gent                   |
| Premier League 1999/2000     | 22     | 6    | Coventry City FC           |
| Premier League 2000/2001     | 17     | 2    | Coventry City FC           |
| 2. anglická liga 2000/2001   | 8      | 0    | Wolverhampton Wanderers FC |
| 2. anglická liga 2001/2002   | 17     | 2    | Wolverhampton Wanderers FC |
| Jupiler Pro League 2002/2003 | 33     | 22   | RAEC Mons                  |
| Jupiler Pro League 2003/2004 | 31     | 14   | KRC Genk                   |
| Ruská Premier Liga 2004      | 6      | 1    | FK Rubin Kazaň             |
| Jupiler Pro League 2004/2005 | 10     | 6    | Standard Lutych            |
| Jupiler Pro League 2005/2006 | 5      | 0    | Standard Lutych            |
| Jupiler Pro League 2006/2007 | 14     | 4    | SV Zulte-Waregem           |
| Serie B 2006/2007            | 3      | 0    | Brescia Calcio             |
| Jupiler Pro League 2007/2008 | 13     | 1    | RAEC Mons                  |
| Jupiler Pro League 2008/2009 | 3      | 0    | RAEC Mons                  |
| 2. belgická liga 2009/2010   | 24     | 11   | RAEC Mons                  |
| CELKEM 1. belgická liga      | 143    | 58   |                            |
| CELKEM Premier League        | 38     | 8    |                            |
| CELKEM Ruská Premier Liga    | 6      | 1    |                            |
| CELKEM 2. italská liga       | 3      | 0    |                            |
| CELKEM 2. anglická liga      | 25     | 2    |                            |